# Болешин (Вармінсько-Мазурське воєводство)
Болешин (пол. Boleszyn, нім. Bolleschin) — село в Польщі, у гміні Ґродзічно Новомейського повіту Вармінсько-Мазурського воєводства.
Населення — 502 особи (2011).
У 1975-1998 роках село належало до Торунського воєводства.

## Демографія
Демографічна структура станом на 31 березня 2011 року:
|          | Загалом | Допрацездатний вік | Працездатний вік | Постпрацездатний вік |
| -------- | ------- | ------------------ | ---------------- | -------------------- |
| Чоловіки | 238     | 64                 | 152              | 22                   |
| Жінки    | 264     | 76                 | 125              | 63                   |
| Разом    | 502     | 140                | 277              | 85                   |

## Відомі люди

### Народилися
- Францішек Бьом (* 1880) — був римо-католицьким священиком, борцем опору та мучеником.